# Гінцбург Євзель Гаврилович
Є́взель Гаври́лович (Габріельович) Гі́нцбург (* 1812, Вітебськ, — † 1878, Париж) — фінансист. Батько Горація Гінцбурга, дід Давида Гінцбурга. Барон (від 1874 року).

## Біографічні відомості
Прізвище «Гінцбург» походить від назви міста Гюнцбург у Баварії. В 17—18 століттях Гінцбурги були рабинами в німецьких державах і Речі Посполитій. На рубежі 19 століття переселилися в Російську імперію. Найвідомішими серед Гінцбургів стали засновник сімейної справи Євзель Гінцбург і його син Горацій.
Євзель Гінцбург народився 1812 року у Вітебську у сім'ї рабина. Отримав традиційне єврейське виховання.
Від 1840-х років став самостійним фінансистом. Займався винними відкупами в Бессарабії, Київській і Волинській губерніях. Під час Кримської війни тримав винний відкуп в обложеному Севастополі.
1859 року заснував у Петербурзі один із найбільших у Росії банків (закрився 1892 року у зв'язку з кризою та припиненням урядових кредитів).
20 липня (2 серпня за новим стилем) 1874 року Великий Герцог Гессенський Людвіг III видав Грамоту, якою комерції раднику Євзелю Габріельовичу Гінцбургу було надано титул барона Великого Герцогства Гессенского. Указом від 19 березня 1875 року найвищим повелінням йому було дозволено прийняти означений титул та користуватися ним у Росії. Найвищим Указом від 27 травня 1879 року синам Євзеля Гінцбурга надано право користуватися титулом барона спадково.

## Цікаві факти
У Кам'янці-Подільському сучасна Троїцька вулиця наприкінці 19 — на початку 20 століття називалася Конторською. Таку назву їй було дано від розташованої на цій вулиці контори фінансиста Євзеля Гінцбурга .